# Pinhead Records
Pinhead Records es una compañía discográfica argentina fundada en 1990 y ubicada en la ciudad de Rosario. Durante su trayectoria, la discográfica ha tenido relaciones comerciales con reconocidas agrupaciones como Boikot, La Polla Records, Ratos de Porão, V8, Reincidentes, Katarro Vandáliko y Todos tus muertos, entre muchas otras.

## Artistas

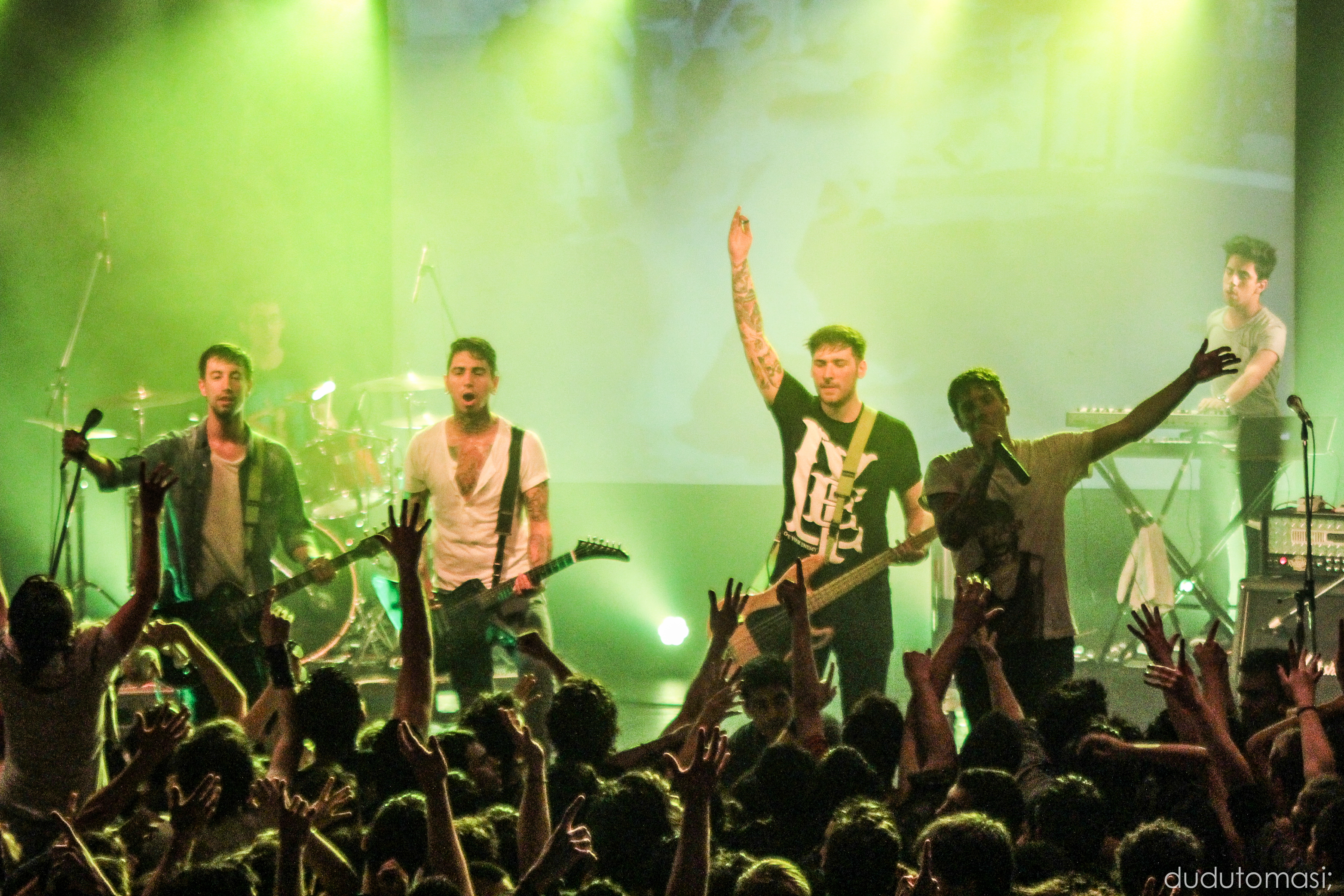
Deny es una de las bandas que ha firmado contrato discográfico y de distribución con Pinhead.

- All the Hats
- Asesinos Cereales
- Asphix
- Boikot
- Buffer
- Bulldog
- Carmina Burana
- Dead Fish
- Delfinas de Etiopía
- Deny[4]
- Dople Fuerza
- El Ultimo Ke Zierre
- Flema
- Fluido
- Gatillazo
- Generación Zombie
- Jordan
- Katarro Vandáliko
- La Polla Records[1][5]
- Las Manos de Filippi
- Mal Momento
- Mal Pasar
- Nihilismo
- No Relax
- Ratos de Porao
- Reincidentes
- Ricky Espinoza
- ROMA
- Sin Ley
- Superova
- The Ramainz
- Tierra Santa
- Todos Tus Muertos
- Trotsky Vengaran
- Tukera
- WDK